# Bergengócia
Bergengócia egy fiktív földrajzi név, melynek használata elsősorban a magyar nyelvű szépirodalomban terjedt el. Valószínűleg a debreceni diáknyelvből származik, Bereg és Ung vármegyék nevének összevonásával alkotott szó. Távol eső helységekre alkalmazták tréfásan.
Ezenkívül Bergengóciának neveztek hat olyan szlavóniai falut is, melynek Jókai Mór szerint az volt a különlegessége, hogy a horvát glóbuszon csak itt éltek magyar kálvinisták a 19. században. Jókai más műveiben is szívesen felhasználta a Bergengócia nevet, így pl. A háromszínű kandúr, a Mégis mozog a föld című köteteiben is. A Peregrinus című elbeszélésében így ír: "egyszer az az örvendetes hir jutott tudomására, hogy valahonnan Bergengócziából persbyterek vannak itten; kosta [kántortanító] kell nekik: a régi meghalálozott. Bergengócziának neveznek pedig diák műnyelven minden ollyan falut, aminek a nevét még a mappán sem találni."
Babits Mihály is írt verset Bergengóciáról Ki járt már ki járt már Bergengóciába? címen.
Szathmári Sándor Gépvilág és más fantasztikus történetek című kötetében A tökéletes alattvaló novellája helyszíneként ugyancsak Bergengócia szerepel, melynek Gladion nagyfejedelem az uralkodója.